# 克里斯蒂·韦尔策尔
克里斯蒂·韦尔策尔（Christian Welzel，1964年—）是一名德國政治學家，目前擔任呂訥堡大學教授、世界價值觀調查研究總監。
1991年從薩爾蘭大學取得政治科學、經濟史碩士，1996年再從波茨坦大學取得博士學位，論文題為「民主精英轉變：民主社會學角度之下的東德精英蛻變」（Demokratischer Elitenwandel: Die Erneuerung der ostdeutschen Elite aus demokratie-soziologischer Sicht）。其後先後任職於柏林社會科學研究中心、不萊梅大學、俄羅斯國立高等經濟學院。